# Aleszja
Az Aleszja női név az Alexia orosz alakjának átvétele, jelentése: védő.

## Rokon nevek
Alexandra, Alexa, Alexandrin, Alexandrina, Alesszia, Alexia, Szandra, Szendi

## Gyakorisága
Az újszülötteknek adott nevek körében az 1990-es évekbeni előfordulásáról nincs adat. A 2000-es és a 2010-es években sem szerepelt a 100 leggyakrabban adott női név között.
A teljes népességre vonatkozóan az Aleszja sem a 2000-es, sem a 2010-es években nem szerepelt a 100 leggyakrabban viselt női név között.

## Névnapok
január 9.

## Híres Aleszják
„Aleszja” utónevű személyek szócikkeinek listája a Wikidata alapján